# 奧斯切舒夫
奧斯切舒夫（德语：Schildberg）是波蘭的城鎮，位於該國西部，距離首府弗罗茨瓦夫80公里，由大波蘭省負責管轄，面積12.18平方公里，鎮上的城堡建於十四世紀，2006年人口14,536。

## 外部連結
- Official town webpage （页面存档备份，存于）
- Norwegian POW camp
- Map, via mapy.szukacz.pl （页面存档备份，存于）

51°25′N 17°56′E / 51.417°N 17.933°E